# Заклюка
Заклюка — ручей в России, протекает в Волховском районе Ленинградской области. Правый приток реки Елены.

## География
Заклюка берёт начало из сети осушительных каналов на болоте Казарьевский Мох, в верховьях протекает по северо-западной части города Волхов, ниже на ручье находятся деревни: Кикино, Виковщина, Княщина. В селе Старая Ладога впадает справа в реку Елена, которую ниже этого места называют — Ладожка. Длина ручья составляет 11 км.

## Данные водного реестра
По данным государственного водного реестра России относится к Балтийскому бассейновому округу, водохозяйственный участок реки — Волхов, речной подбассейн реки — Волхов. Относится к речному бассейну реки Нева (включая бассейны рек Онежского и Ладожского озера).
Код объекта в государственном водном реестре — 01040200612202000019695.